# The Big Broadcast of 1936
The Big Broadcast of 1936 – amerykański film komediowy z 1935 roku w reżyserii Normana Tauroga, który jest drugim z serii filmów Big Broadcast.

## Fabuła
Wątek tej komedii muzycznej dotyczy właściciela stacji radiowej, Spuda (Jack Oakie), który stoi nad przepaścią bankructwa. Wykorzystuje on pewne urządzenie telewizyjne, które pozwala na transmisję dowolnego programu w każdym miejscu i o każdym czasie.

## Obsada
- Bing Crosby w roli samego siebie
- Jack Oakie jako Spud Miller
- George Burns jako George
- Mary Boland jako pani Sealingsworth
- Fayard Nicholas jako Dot
- Gracie Allen jako Gracie
- Lyda Roberti jako hrabina Ysobel de Naigila
- Wendy Barrie jako Sue
- Henry Wadsworth jako Smiley
- C. Henry Gordon jako Gordoni
- Benny Baker jako Herman
- Ethel Merman jako Ethel
- Charles Ruggles jako Wilbur Sealingsworth
- Virginia Weidler jako dziewczynka w szpitalu
- Gail Patrick jako pielęgniarka
- Glenn Miller jako puzonista, członek zespołu

i inni